# Gabriel de la Santíssima Trinitat Sampol i Fullana
Gabriel de la Santíssima Trinitat Sampol i Fullana   (Palma, 1967), mais conhecido como Gabriel de la S. T. Sampol, é um poeta i tradutor mallorquino.

## Trajetória
Está licenciado em Filologia catalã pela Universidade das Ilhas Baleares e é professor da mesma de literatura portuguesa. Publicou os poemários Difícil naufrágio (1997), Apocatàstasi (2001), Vulgata (2004) e Lisbona (2015). 
Traduziu muitos escritoros da literatura portuguesa: pela tradução de Fra Luís de Sousa, de Almeida Garrett, obteve o prémio Josep Maria de Sagarra de tradução teatral 1995 (Institut del Teatre); pela versão do Llibre del desassossec, de Fernando Pessoa, o prémio Crítica Serra d'Or de tradução poética 2002; pela tradução de Fetge de Tigre, de Francisco Gomes de Amorim, o VII Prémio Giovanni Pontiero (Instituto Camões e Faculdade de Tradução e Interpretação da Universidade Autónoma de Barcelona); o prémio de tradução Vidal Alcover pela tradução de Peregrinació de Fernão Mendes Pinto, e o prémio Jordi Domènech de tradução de poesia pela tradução de L'escena de l'odi, de José de Almada Negreiros.

## Obras[2]

### Poesia
- Difícil naufragi (1997)
- Apocatàstasi (2001)
- Vulgata (2004)
- Lisbona (2015)

### Traduções

#### De catalão a espanhol
- Veinte poetas de las Baleares: (Antología del siglo XX). Seleção e introdução de Pere Rosselló Bover. Madrid: Calambur, 2002. [Juntamente com Nicolau Dols] [Edição bilingue].
- Bonet, Blai. Antología poética. Seleção e introdução de Margalida Pons. Madrid: Calambur, 2003. [Juntamente com Nicolau Dols] [Edição bilingue] .
- Llompart, Josep M. Antología poética. Seleção e introdução de Cèlia Riba. Madrid: Calambur, 2003. [Juntamente com Nicolau Dols] [Edição bilingue].

#### De espanhol a catalão
- Gracián, Baltasar. Art de prudència [Oráculo manual y arte de prudencia]. Barcelona: Olañeta, 2000.

#### De inglês a catalão
- Marlowe, Christopher. «Eduard II. Monólogo de Gaveston». A: Sampol, Gabriel da S. T. Apocatàstasi. Palma: Universidade das Ilhas Baleares, 2001.
- Shaw, Aiden. «Una vegada qualcú em va demanar…». A: S'Esclop. [Palma], nº 32 (Março-Abril 2007).

#### De francês a catalão
- Voltaire. Memòries [Mémoires]. Muro: Ensiola, 2005.
- Staël, Madame de. [Anne-Louise-Germaine Staeël. Reflexions sobre el procés de la Reina [Reflexions sur le procès de la Reine]. Muro: Ensiola, 2006.
- A Rochfoucauld, François: Màximes [Maximes]. Muro: Ensiola, 2008.

#### De alemão a catalão
- Novalis. [Georg Friedrich Philipp von Hardenberg]. «Coneix-te a tu mesmo». A: Homenatge a Francesc de Borja Moll. Palma: Associació d'Escriptors en Llengua Catalana: Germi d'Editors de Balears, 2003.
- Stefan Zweig. Amerigo - La crònica d'un error històric, Edicions de 1984.

#### De italiano a catalão
- Agostinacchio, Marina. «(Claredat que resisteix)»; «Ésser aquí, allà…». S'Esclop. [Palma], nº 26 (Março-Abril 2006).

#### De latim a catalão
- De Bingen, Hildegarda. Concert de l'harmonia de les revelacions celestes [Symphonia harmoniae revelationum caelestium]. Barcelona: Publicacions de l'Abadia de Montserrat, 1997.
- Marcial, Marc Valeri. «Versió d'alguns epigrames eròtics de M. V. Marcial». Lletra de Canvi. [Barcelona], nº 44 (1997).
- «Oh Fortuna». A: Sampol, Gabriel da S. T. Difícil naufragi. Barcelona: Columna, 2007. [Poema dos Carmina Burana].

#### De português a catalão
- Ferreira, António. Castro: Tragédia [Castro: Tragédia]. Palma: Universidade das Ilhas Baleares, 1990. [Juntamente com Nicolau Dols].
- Vieira, António. Sermões [Sermões]. Barcelona: Proa, 1994 .
- Garret, Almeida. Fra Luís de Sousa [Frei Luís de Sousa]. Barcelona: Institut del Teatro, 1997. [Prémio Josep M. de Sagarra de Tradução Teatral 1995].
- Saramago, José. Objecte quasi [Objecto quase]. Barcelona: Proa, 2000.
- Almeida, José António. «Carn de porc»; «Argos»; «Contradicció»; «Sodoma i Gomorra». A: Sampol, Gabriel de la S. T. Apocatàstasi. Palma: Universidade das Ilhas Baleares, 2001.
- Viegas, Francisco José. «Poemes nòrdics». A: Sampol, Gabriel de la S. T. Apocatàstasi. Palma: Universidade das Ilhas Baleares, 2001 .
- Pessoa, Fernando. Llibre del desassossec [Livro do desassossego]. Barcelona; Cadernos Crema, 2002. [Juntamente com Nicolau Dols] [Prémio Crítica Serra de Ouro de tradução].
- Botto, António. Les cançons [As canções]. Muro: Ensiola, 2004.
- Gomes de Amorim, Francisco. Fetge de tigre [Fígados de tigre]. Pollença: El Gall Editor, 2005. [VII Prémio Giovanni Pontiero de Tradução].
- Pina, Manuel António. Els llibres [Os livros]. Vic: Eumo, 2006.
- Usque, Samuel. «Conhortament a les tribulaions d'Israel (Quatre fragments)». Segell: Revista d'Història i Cultura Jueves. [Palma], nº 2 (Janeiro-Junho 2006).
- Pina, Manuel António. «En una estació de metro»; «Esplanada»; «D'après D. Francisco de Quevedo»; «Totes les paraules». A: IX Festival de Poesia de la Mediterrània. Palma: Conselho de Maiorca, 2007.
- Quevedo, Francisco de. «Al certamen en la canonització de sant Ramon». S'Esclop [Palma], nº 31 (Janeiro-Fevereiro 2007).
- Almada Negreiros, José de. L'escena de l'odi. Barcelona: Eumo Editorial, 2013.
- Mae, Valter Hugo. El paradís són els altres. Ilhas Baleares: Lleonard Muntaner, 2016.
- Mendes Pinto, Fernão. Peregrinació [Peregrinação]. Barcelona: Edições de 1984, 2018 [Prémio de tradução Vidal Alcover]